# 弗朗西斯·弗雷德里克
弗朗西斯·弗雷德里克（英語：Francis Frederick，1907年2月28日—1968年5月2日），美国男子赛艇运动员。他曾代表美国参加1928年夏季奥林匹克运动会赛艇比赛，获得男子八人单桨有舵手金牌。